# Paul Condrillier
Paul Condrillier, né le 13 avril 1924 à Nice et décédé le 25 août 1997 d'un accident de plongée sous-marine, était un pilote de rallye et de circuit français.

## Biographie
Sa carrière en compétition automobile s'étale de 1951 à 1965.
Il fut pilote d'usine Renault (sur Dauphine).
Il a piloté pour Panhard deux fois avec Eugène Martin au Mille Miglia 1955 finisse à la 188e place et le Tour de France 1958 sur Panhard Dyna Z abondonne à la suite d'une collision. 
Par la suite il devint préparateur automobile à Nice, pour véhicules Alpine-Renault, Alfa Romeo, Fiat Abarth, et Citroën GS essentiellement.

## Victoires

### Rallyes
- Rallye International des Alpes: 1959 (copilote Georges Robin, sur  Renault Dauphine);
- Tour de France automobile: 1953 en catégorie voitures de série (copilote "Daniel", sur Renault 4CV 1062)  (5e en 1957 en catégorie Tourisme sur Renault Dauphine avec Maurice Foulgoc) (12 participations, de 1951 a 1964);

### Circuit
- 3 Heures de Pau: 1958 (sur Alpine Renault).

(remarque: il participe aux 24 Heures du Mans en 1960 avec Bernard Consten sur Fiat-Abarth 750, 1961 avec Karl Foitek sur Fiat-Abarth 700S, 1962 avec Régis Fraissinet sur Fiat-Abarth 700S, 1963 avec Jean Vinatier sur ASA Mile, et en 1965 avec Alain Finkel et Claude Arbez sur Alfa Romeo Giulia TZ)